# William J. Crowe junior

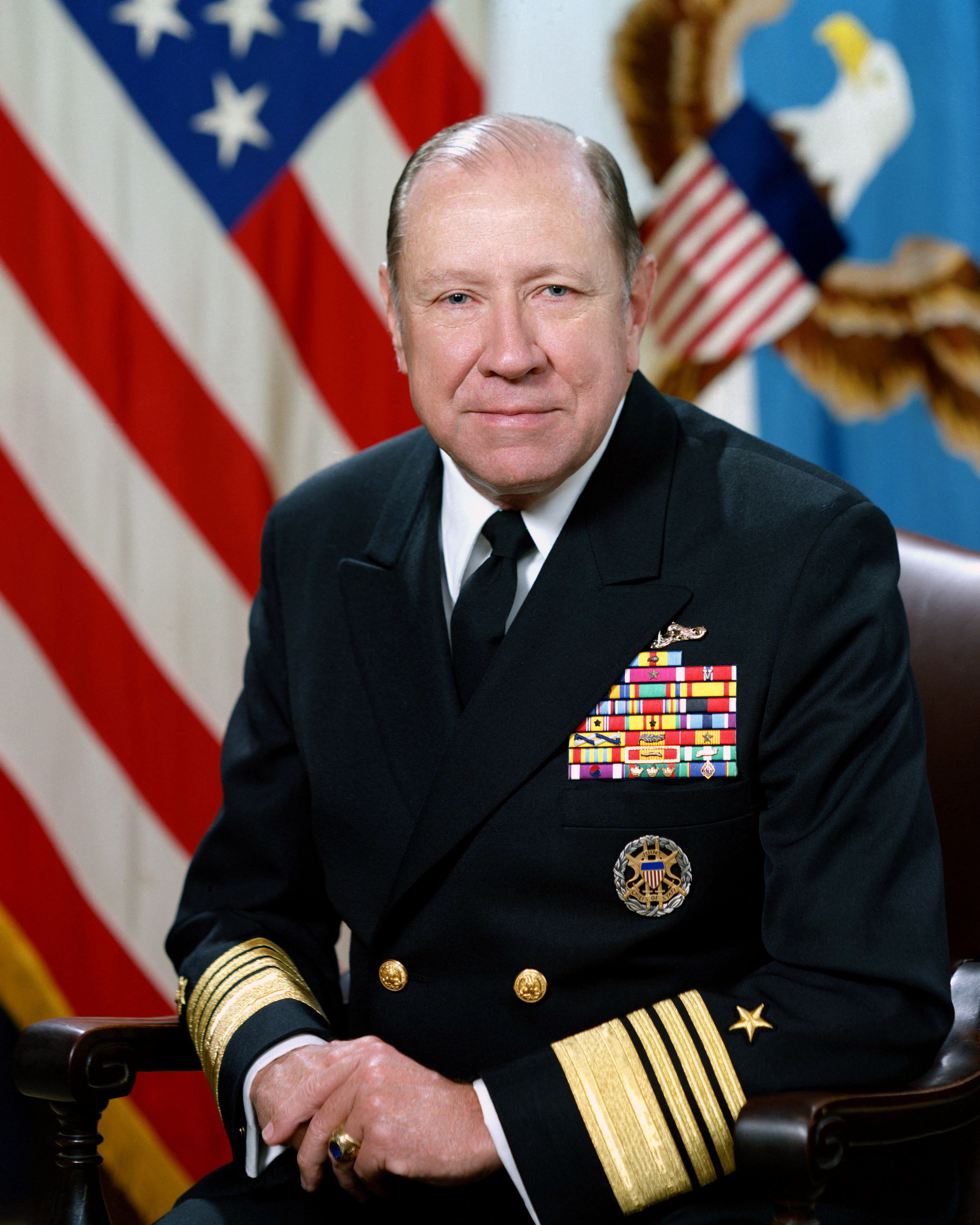
William J. Crowe junior (1985)

William James Crowe, Jr. (* 2. Januar 1925 in La Grange, Kentucky; † 18. Oktober 2007 in Bethesda, Maryland) war ein US-amerikanischer Admiral. Er war Vorsitzender der Joint Chiefs of Staff und Botschafter der Vereinigten Staaten in Großbritannien.

## Karriere
Am 10. Juli 1985 wurde Crowe vom damaligen Präsidenten Ronald Reagan zum Vorsitzenden der Joint Chiefs of Staff, einem Gremium, in dem die einzelnen Befehlshaber der US-Teilstreitkräfte zusammengefasst sind, ernannt. Er war somit höchster Militär der Vereinigten Staaten und behielt diese Position auch unter Präsident George Bush, bis er 1989 von der Navy in den Ruhestand versetzt wurde. Sein Nachfolger wurde Colin Powell. Nach seiner Pensionierung nahm er erneut seinen Lehrstuhl an der University of Oklahoma an. Bei der Präsidentschaftswahl 1992 erregte Crowe Aufsehen, weil er Bill Clinton, den Herausforderer der Demokratischen Partei, unterstützte, obwohl er vorher im Lager der Republikaner um George Bush tätig war. Nach Clintons Wahlsieg erhielt er von diesem zunächst einen hohen Beraterposten, bevor er von 1994 bis 1997 als Nachfolger von Raymond Seitz zum US-Botschafter in Großbritannien bestellt wurde.
1989 hatte Crowe einen Auftritt als er selbst in der Sitcom Cheers.

## Auszeichnungen
Auswahl der Dekorationen, sortiert in Anlehnung der Order of Precedence of the Military Awards
- Defense Distinguished Service Medal (4 ×)
- Navy Distinguished Service Medal
- Legion of Merit (3 ×)
- Bronze Star
- Air Medal
- Humanitarian Service Medal
- Presidential Medal of Freedom
- Großes Goldenes Ehrenzeichen mit dem Stern für Verdienste um die Republik Österreich (1989)[2]
- Großkreuz des Verdienstordens der Italienischen Republik
- Orden der Krone von Thailand 1. Klasse